# Lâu đài Hněvín
Lâu đài Hněvín (tiếng Séc: hrad Hněvín) là một lâu đài tọa lạc ở độ cao 399 mét so với mực nước biển, trên ngọn đồi Hněvín tại thành phố Most, vùng Ústí nad Labem, Cộng hòa Séc. Công trình này có tên trong danh sách các di tích văn hóa của Cộng hòa Séc.

## Lịch sử
Theo các nghiên cứu khảo cổ diễn ra tại khu vực lâu đài vào thế kỷ 20, đồi Hněvín từng là nơi sinh sống của người thời tiền sử với một số phát hiện các công cụ thời kỳ đồ đá cũ và thời kỳ đồ đồng. Ngoài ra, những dấu tích của các tòa nhà có từ trước thế kỷ 9 cũng được phát hiện ở đây.
Lâu đài Hněvín lần đầu tiên được đề cập trong các văn bản lịch sử vào năm 1248, dưới thời trị vì của Hoàng đế Václav I của triều đại Přemyslid. Trong các cuộc chiến tranh Hussite, lâu đài vẫn còn nguyên vẹn. Trong chiến tranh Ba mươi năm, quân đội Thụy Điển nhiều lần cố gắng đánh chiếm lâu đài và tàn phá thành phố trong giai đoạn 1620 - 1631. Mãi đến khi chiến tranh kết thúc năm 1646, quân đội Thụy Điển mới chiếm được lâu đài này. Tháng 9 năm 1650, Hoàng đế Ferdinand III ra lệnh phá hủy lâu đài để lấy vật liệu xây dựng sửa chữa thành phố và để lâu đài không bị đánh chiếm lần nữa. Việc phá dỡ lâu đài bắt đầu vào năm 1651.
Lâu đài Hněvín được xây dựng lại theo phong cách tân Gothic vào giai đoạn đầu thế kỷ 20, dựa theo thiết kế của kiến trúc sư Adolf Schwarzer. Công trình xây dựng này được chính quyền thành phố Most trùng tu trong giai đoạn 2000 - 2001. Hiện nay, lâu đài Hněvín được sử dụng làm một khách sạn, nhà hàng, tháp quan sát và là nơi tổ chức triển lãm.